# صلصة بونزو

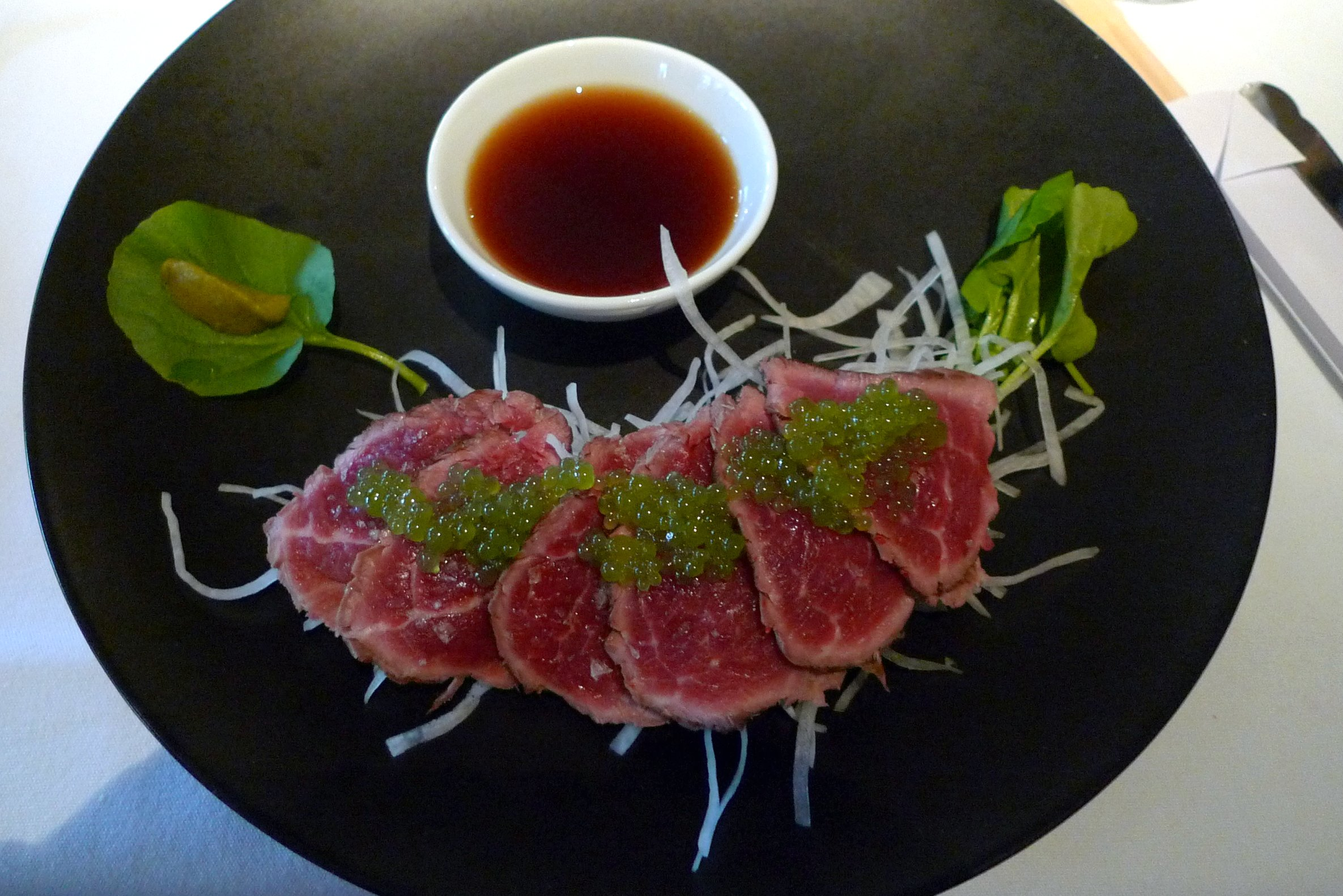
ولحم البقر المحمص

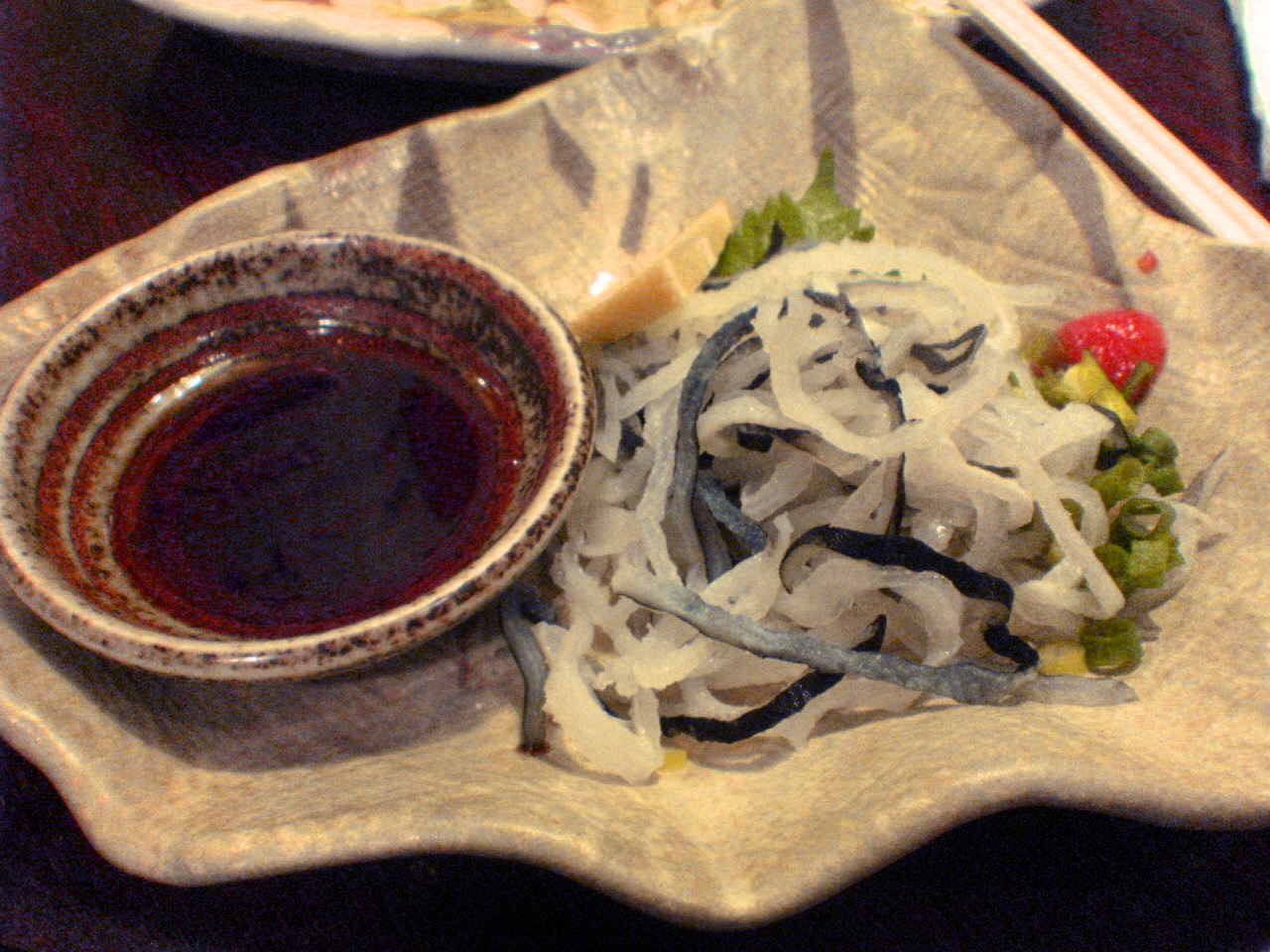
(يسار) والفوغو

صلصلة بونزو : هي صلصة تستخدم عادة في المطبخ الياباني وتعتمد على المكونات الحمضية. تتميز بطعم حامض، قوام رقيق ومائي، وتكاد تكون عديمة اللون. بونزو شويو أو بونزو جويو هو نوع من البونزو يتم إضافة صلصة الصويا (شويو) إليه، ويشار إلى المنتج النهائي البني الداكن عادة باسم بونزو.
يعود أصل المصطلح إلى اللغة اليابانية، حيث كان استعارة من الكلمة الهولندية المهجورة "بونس"، وتعني عصير الفواكه. يُشير الطابع الحامض لهذه الصلصة إلى الجزء الأخير "-سو" بالحرف سو (酢؟)، والذي يعني "الخل".
تتم عملية صنع البونزو عن طريق طهي الميرين وخل الأرز ورقائق كاتسوبوشي (من التونة) وأعشاب بحرية (كومبو) على نار متوسطة. يتم تبريد السائل ثم تصفيته لإزالة رقائق كاتسوبوشي، وأخيرًا يتم إضافة عصير واحد أو أكثر من الحمضيات التالية: اليوزو، السوداتشي، الدايداي، الكابوسو، أو الليمون.
عادةً ما يتم تعبئة البونزو التجاري في زجاجات ، وقد تحتوي على بعض الترسبات. يُستخدم بونزو شويو بشكل تقليدي كصلصة للتاتاكي (لحم أو سمك مشوي قليلاً ثم مفروم) وأيضًا كصلصة للنابيمونو (أطباق طبقة واحدة) مثل الشابو شابو. يُستخدم أيضًا كصلصة غمس للساشيمي. في منطقة كانساي، يُقدم كتوبينغ مع تاكوياكي.